# Едуард Вайц
Едвард Вайц (івр. אדוארד וייץ, англ. Eduard Weitz, народився 16 квітня 1946 року) — колишній ізраїльський важкоатлет. Чемпіон Азії (Бангкок 1976) і п'ятий на Олімпійських іграх (Монреаль 1976).

## Життєпис
Вайц народився в Чернігові, УРСР. У 1970-х роках він входив до п'ятірки найкращих важкоатлетів Радянського Союзу. А в 1974 році здійснив алію (емігрував) до Ізраїлю.
Едвард змагався за Ізраїль на літніх Олімпійських іграх 1976 року в Монреалі, Квебек, Канада, з важкої атлетики серед чоловіків у напівлегкій вазі (до 60 кг). Тут він посів 5-те місце із загальним підйомом 578,7 фунта (262,5 кг; 110,0 кг у ривку і 152,5 кг у поштовху), поступившись бронзовому призеру Кадзумаса Хіраї зі збірної Японії 275,0 кг. Тоді Ізраїль був найближче до олімпійської медалі. На той час Едвард мав зріст 160 см і важив 59 кг.
Через непопулярність у галузі важкої атлетики це досягнення залишилося відносно невідомим і було затьмарене досягненням бігунки Естер Рот-Шахморової, яка на тій же Олімпіаді посіла шосте місце в бігу на 100 метрів з бар'єрами.
На Чемпіонаті Азії з важкої атлетики, що проходив 1976 року у Бангкоку, Вайц виграв дві золоті медалі в поштовху і 2-му бою. У штовханні ядра він фінішував четвертим у новому ізраїльському рекорді у вазі 115 кг з тим же результатом, що й володар бронзової медалі, який важив менше. Того року він став спортсменом року в Ізраїлі.
Після Олімпіади Вайц подався на курси для вчителів фізкультури в Інституті Уінгейт і поскаржився на важкі умови проживання в Ізраїлі. Серед іншого, після зустрічі з Віктором Сільберманом у Канаді після чемпіонату світу 1977 року він оголосив, що має намір переїхати до Канади.
Після рішення уряду приєднатися до бойкоту Московської Олімпіади стан Вайца погіршився. Він намагався представляти Канаду, але йому не дозволили це зробити. Він оселився в Канаді, проте через кілька місяців повернувся до Ізраїлю.
1986 року він брав участь у спробі пограбування і втік до Швеції. 1989 року шведський уряд екстрадував Едварда до Ізраїлю, де він був визнаний винним у збройному пограбуванні та засуджений до п'яти років ув'язнення. Вийшовши на свободу, Вайц покинув країну і поїхав до Канади.
1998 року Вайтц був визнаний одним із 50 найкращих спортсменів в історії Ізраїлю.

## Ступені та досягнення
- У 1977 році Вайц був нагороджений спортивною нагородою Дов Хоз.[14]

## Виноски
1. 1 2  Эдуард Вайц - Eduard Weitz. ru.wikibrief.org. Процитовано 24 травня 2024.
2. 1 2 3 4 5  Weitz, Eduard : Jews in Sports @ Virtual Museum. Архів оригіналу за 18 жовтня 2016. Процитовано 25 серпня 2016.
3. 1 2  Eduward Weitz Bio, Stats, and Results. Архів оригіналу за 17 квітня 2020.
4. ↑  Who's who in Israel and in the work for Israel abroad. Bronfman & Cohen Publications. 1978.
5. ↑  Weightlifting at the 1976 Montréal Summer Games: Men's Featherweight. Архів оригіналу за 18 квітня 2020.
6. ↑  ישראל רוזנבלט, אדוארד ווייץ העניק לישראל את המקום הטוב בכל האולימפיאדות, דבר, 22 ביולי 1976
7. ↑  Israel Sets Sail for Olympic Gold. Special to the JTA. 31 липня 1984.
8. ↑   אלי דנון, וייץ: אני מתכוון להגר לקנדה, מעריב, 12 באוקטובר 1
9. ↑  ברוך דגון, שיא אסיה בדחיקה חמק מבין אצבעות המשקולן וייץ, דבר, 9 במאי 1976
10. ↑  אדוארד וייץ שעמד לשאת דגל ישראל במוסקבה: נגוזה אגדה, דבר, 23 במאי 1980
11. ↑  ברוריה ביגמן, טעיתי כאשר החלטתי לעזוב, מעריב, 23 בנובמבר 1
12. ↑  איה אורנשטיין, אלי דניון ואלכס פרלסמן, אדוארד וייץ, המשקולן שזכה בהישג הישראלי הטוב ביותר
13. ↑   איה אורנשטיין, אלי דניון ואלכס פרלסמן, אדוארד וייץ, המשקולן שזכה בהישג הישראלי הטוב ביותר באולימפיאדה, מעריב, 21 בנובמבר 1986
14. ↑   פרס זב הוז למשקולן אדוארד וייץ, דבר, 19 בינואר 1